# Honorat de Marsella
Per a d'altres sants o bisbes del mateix nom, vegeu: Honorat
Honorat (Honoratus) fou bisbe de Marsella vers el final del segle v. Se'l considera l'autor de l'obra Vita S. Hilarii Arelatensis, impresa per Barralis a la Chronologia Sanctae Insulae Lerinensis, p. 103, i per Surius. Aquesta obra és també atribuïda a un religiós de nom Reverentius o Ravennius, que fou el successor d'Hilari a la seu d'Arle. (Gennadi, De Viris Illustr. 99.)